# Azawad
Azawad, officielt Den islamiske republik Azawad eller før 26. maj 2012 Den uafhængige stat Azawad, (fransk: État indépendant de l'Azawad) er en indlandsstat i Vestafrika erklæret uafhængig fra Mali af Tuareg-bevægelsen fredag d. 6. april 2012. Lørdag d. 26. maj gik Tuareg-bevægelsen, i et forsøg på at styrke Azawad, i samarbejde med de islamistiske oprørere i Ansar Dine, og landet er nu kendt som "Den islamiske republik Azawad". Ansar Dine har siden fordrevet Tuareq-bevægelsen og er gået i gang med at destruere kulturarv. Landet er indtil videre ikke blevet internationalt anerkendt.
16°16′N 0°03′V / 16.27°N 0.05°V